# Підвиди (фільм)
Підвиди (англ. Subspecies) — американський фільм жахів 1991 року.

## Сюжет
Три студентки відправляються в етнографічну експедицію до Трансільванії, в покинуте селище по сусідству з середньовічним замком. Чоловік на ім'я Стефан, теж дослідник, береться їм допомогти в наукових пошуках. Перший день після прибуття проходить в нормальному робочому ритмі. А потім настає ніч — ніч вампірів, за нею наступна, і цьому жаху не буде кінця.

## У ролях
- Ангус Скрімм — король Владислав
- Андерс Хоув — Раду
- Ірина Мовіле — Мара
- Лаура Тейт — Мікеле
- Мішель МакБрайд — Ліліан
- Іван Дж. Радо — Карл
- Мара Грігоре — Роза
- Адріан Валку — Ян
- Майкл Вотсон — Стефан
- Лілі Думітреску — Старий Крон
- Іон Бесою — доктор